# Gaular
Gmina Gaular (norw. Gaular kommune) – norweska gmina leżąca w regionie Sogn og Fjordane. Jej siedzibą jest miasto Sande i sunnfjord.
Gaular jest 187. norweską gminą pod względem powierzchni.

## Demografia
Według danych z roku 2005 gminę zamieszkuje 2749 osób. Gęstość zaludnienia wynosi 4,75 os./km². Pod względem zaludnienia Gaular zajmuje 287. miejsce wśród norweskich gmin.
| ludność stan na 1 stycznia 2005 |         |           |       |
|                                 | kobiety | mężczyźni | razem |
| osób                            | 1419    | 1330      | 2749  |
| %                               | 51,62%  | 48,38%    | 100%  |

| wykształcenie stan na 1 października 2004 |            |         |        |          |
|                                           | podstawowe | średnie | wyższe | nieznane |
| osób                                      | 405        | 1346    | 394    | 22       |
| %                                         | 18,69%     | 62,11%  | 18,18% | 1,02%    |

## Edukacja
Według danych z 1 października 2004:
- liczba szkół podstawowych (norw. grunnskolar): 3
- liczba uczniów szkół podst.: 419

## Władze gminy
Według danych na rok 2011 administratorem gminy (norw. rådmann) jest Helge Følid, natomiast burmistrzem (norw. ordfører, d. borgermester) jest Jenny Ellaug Følling.